# Mister T. (série télévisée d'animation)
Pour les autres significations, voir Mister T..
Mister T. est une série télévisée d'animation américaine en trente épisodes de 22 minutes, diffusée entre le 17 septembre 1983 et le 19 octobre 1985 sur le réseau NBC.
En France, la série a été diffusée à partir du 4 novembre 1984 sur Canal+ dans l'émission Cabou Cadin.

## Synopsis
Mister T. est l'entraîneur d'une équipe de gymnastique. Ensemble ils parcourent le monde lors des tournées, et résolvent divers mystères.
Au début de chaque épisode, Mister T. apparaît en chair et en os pour expliquer ce qui va se passer dans le dessin animé, puis il apparaît à nouveau à la fin de chaque épisode pour donner une leçon de morale aux spectateurs.

## Voix françaises
- Henry Djanik : Mister T.
- Jean-Claude Montalban : Jeff
- Francette Vernillat : Sky, Spike
- Nadine Delanoë : Kim
- Françoise Pavy : Vinnie
- Vincent Violette : Woody

## Épisodes
1. Le Mystère des médailles d'or (Mystery of the Golden Medallions)
2. Le Mystère du très très vieux monastère (Mystery of the Forbidden Monastery)
3. Le Mystère des voleurs de cerveaux (Mystery of the Mind-Thieves)
4. Le Mystère de l'express des montagnes rocheuses (Mystery of the Rocky Mountain Express)
5. Un très vieux mystère (The Hundred-Year-Old Mystery)
6. Les Mystères des mots croisés (The Crossword Mystery)
7. Le Mystère du ninja (The Ninja Mystery)
8. Le Mystère du poignard aztèque (Dilemma of the Double-Edged Dagger)
9. Le Mystère de la sœur disparue (Secret of the Spectral Sister)
10. Le Mystère du cygne d'argent (Mystery of the Silver Swan)
11. L'Affaire du casino (Case of the Casino Caper)
12. Disparition en plein ciel (Fade Out at 50,000 Feet)
13. Les Fous du volant (Riddle of the Runaway Wheels)
14. Mystère au paradis (Mystery in Paradise)
15. Le Mystère de la boîte noire (Mystery of the Black Box)
16. Le Mystère des hommes panthères (Mystery of the Pantherman)
17. Le Mystère de la flotte fantôme (Mystery of the Ghost Fleet)
18. Le Mystère de l'ancien indien (Mystery of the Ancient Ancestor)
19. Le Mystère du Mardi Gras (Magical Mardi Gras Mystery)
20. Le Mystère de l'oasis disparue (Mystery of the Disappearing Oasis)
21. Les Gâteaux à présage (Fortune Cookie Caper)
22. L'OVNI mystérieux (U.F.O. Mystery)
23. Le Mystère de l'inconnu (Mystery of the Stranger)
24. Le Mystère du Cape Code (Cape Cod Caper)
25. Le Mystère de Williamsburg (The Williamsburg Mystery)
26. Le Mystère du bateau disparu (Mission of Mercy)
27. Le Mystère des caisses volées (Mystery of the Opened Crates)
28. Le Mystère de Playtown (The Playtown Mystery)
29. La Deuxième Chance (The Comeback Mystery)
30. Le Mystère de Cap Kennedy (The Cape Kennedy Caper)